# Caymanostellidae
Caymanostellidae är en familj av sjöstjärnor. Caymanostellidae ingår i ordningen Velatida, klassen sjöstjärnor, fylumet tagghudingar och riket djur. Enligt Catalogue of Life omfattar familjen Caymanostellidae 6 arter. 
Kladogram enligt Catalogue of Life:
| Caymanostellidae | \| \| Belyaevostella \| \| \| \| \| \| Caymanostella \| \| \| \| |
|                  | \| \| Belyaevostella \| \| \| \| \| \| Caymanostella \| \| \| \| |
|                  | Korethrasteridae                                                 |
|                  |                                                                  |
|                  | Myxasteridae                                                     |
|                  |                                                                  |
|                  | knubbsjöstjärnor                                                 |
|                  |                                                                  |
|                  | solsjöstjärnor                                                   |
|                  |                                                                  |
|                  | Belyaevostella                                                   |
|                  |                                                                  |
|                  | Caymanostella                                                    |
|                  |                                                                  |

|  | Belyaevostella |
|  |                |
|  | Caymanostella  |
|  |                |